# Баденско-пфальцская война
Баденско-пфальцская война (нем. Badisch-Pfalzischer Krieg) или Майнцская вражда (нем. Mainzer Erzstiftsfehde) — война 1461—1462 годов между Дитером фон Изенбургским и Адольфом Нассаусским за власть в Майнцском курфюршестве.

## Предыстория
В 1459 году настоятель Майнцского собора Дитер фон Изенбург был избран новым архиепископом Майнца, обойдя с небольшим перевесом голосов Адольфа Нассау. Дитеру пришлось сразу же заключить так называемый антипфальцский союз, к которому он присоединился в 1458 году из-за спора с курфюрстом Пфальца Фридрихом I. Дитер заключил союз и двинулся на Фельде против пфальцграфа, но проиграл решающую битву при Пфеддерсхайме в июле 1460 года.
Поскольку Дитер смог добиться своего папского утверждения только с трудом и за большие деньги (20 000 франков), он выступил против политических, юридических и финансовых требований императора и папы. Затем папа Пий II заменил его Адольфом Нассаус. 21 августа 1461 года тот изгнал Дитера и объявил его отрешённым от должности, мотивируя это оппозиционным отношением Дитера к церкви и императору Фридриху III, реформаторскими устремлениями и требованиями отменить папские аннаты. Адольф был назначен папой новым архиепископом Майнца и возведен на престол 1 октября 1461 года. Однако город Майнц продолжал поддерживать Дитера.

## Ход войны
Адольф вступил в союз с архиепископом Трира Иоганном II Баденским, епископом Меца Георгом Баденским, епископом Шпейера Иоганном II Никсом фон Хоэнеком и графом Вюртемберга Ульрихом V. Маркграф Бадена Карл I сначала пытался выступить посредником между враждующими лагерями, но затем принял сторону Адольфа и своего брата — епископа Георга Мецкого, что привело к началу войны.
На стороне Дитера были городской совет Майнца, его брат и граф Изенбург-Бюдингена Людвиг, а также курфюрст Фридрих I (за свою поддержку 19 ноября 1461 года получил в залог за 100 тысяч гульденов край между Гейдельбергом и Дибургом, города Лорш, Хеппенхайм и Бенсхайм), и был отлучен от церкви. Фридрих в Гейдельсберге располагал войском в 3.000 человек и 300 рыцарями Дитера.

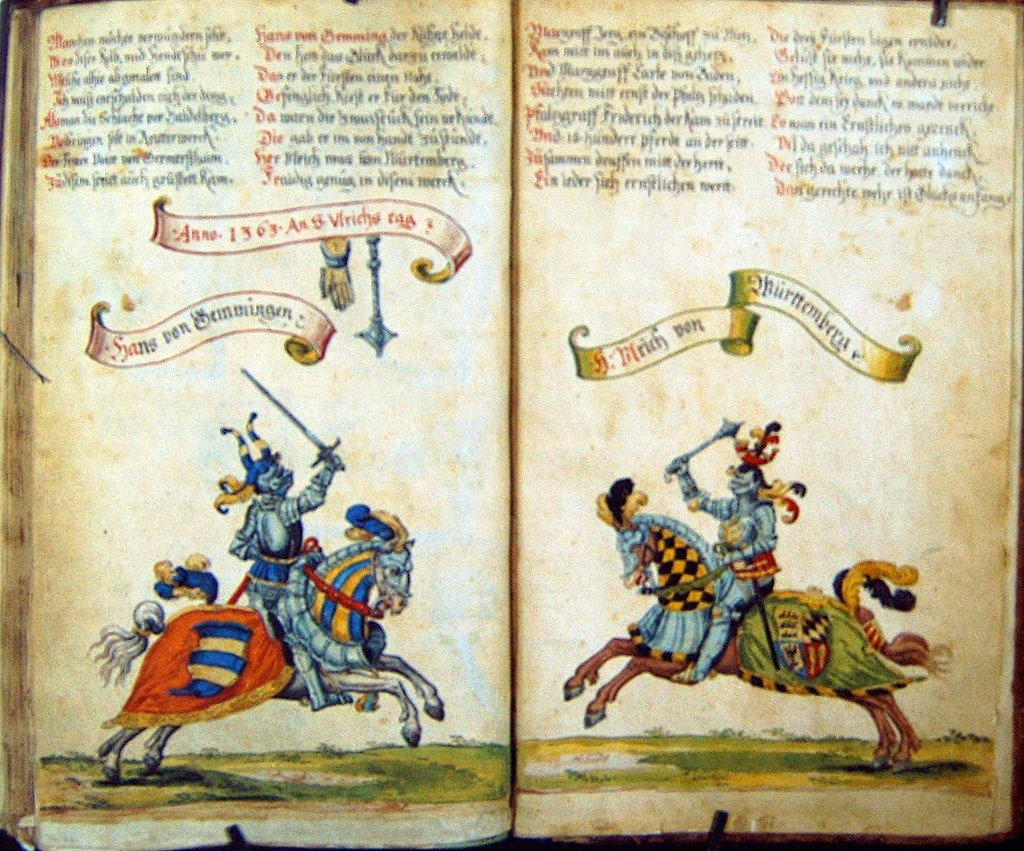
Пленение Ульриха V Вюртембергского.

Сначала баденцы опустошили пфальцские владения слева от Рейна, затем они перешли на правую сторону Рейна вместе с контингентами из Шпейера и Вюртемберга. Летом 1462 года появились слухи о том, что пфальцграф Фридрих со своими войсками находится в Баварии, чтобы поддержать подвергнутого имперской опале своего родственника по династии Виттельсбахов герцога Баварии-Ландсхута Людвига IX в Баварской войне против маркграфа княжества Ансбах Альбрехта. Полагая, что Пфальц беззащитен, баденцы и вюртембергцы вторглись в него из Бреттена с армией в 8 тыс. человек. Они двинулись от Шпайере через Рейн и до Зеккенхайма, грабя местность. Однако войска Адольфа были застигнуты врасплох и разбиты в лесу близ Зекенхайма Фридрихом I и графами Лейнинген и Катценельнбоген. Карл I и его брат Георг Мецкий были ранены и взяты в плен. Вскоре после этого Ганс фон Гемминген захватил в плен графа Ульриха V. Победа в битве при Зеккенхайме принесла Фридриху прозвище «Победоносный», на месте боя было основано поселение Фридрихсфельд (ныне район города Мангейм).
Фридрих I приказал доставить заключенных в свой Гейдельбергский замок и заковать их в цепи до тех пор, пока не будет выплачен выкуп. Карл был вынужден заплатить 25 000 флоринов, сдать Спонхайм в залог и объявить Пфорцхайм вотчиной Курпфальца. Освобождение обошлось епископу Меца в 45 тыс. флоринов.
Дальнейшие боевые действия привели к опустошению многих населенных пунктов, сильно пострадал и сам город Майнц. В ночь на 28 октября 1462 года Адольфу удалось проникнуть в город с 500 людьми через входивший в систему городских укреплений Гаутор и овладеть городом после 12-часовых уличных боев. 400 горожан погибли, люди Адольфа разграбили и подожгли город, в том числе доминиканский монастырь. В качестве наказания за поддержку Дитера город был лишён привилегий и статуса свободного города; перейдя под власть назначаемого архиепископом видама. 800 горожан были выселены из города; около 400 из них потом были впущены назад и им было разрешено остаться в Майнце.

## Окончание
После нескольких попыток переговоров в октябре 1463 года стороны подписали Цайльсхаймский мирный договор, по которому Дитер признавал Адольфа своим преемником в обмен на получение денежной выплаты и небольшое княжество из округов Хёхст, Штейнхейм и Дибург.
Ряд замков и городов перешли во владение Пфальца (также получившего в залог горный путь Бергшрассе, а также Пфеддерсхайм и доходы от рейнской таможни в замке Эренфельс недалеко от Рюдесхайма), Гессена и, на короткое время, Саксонии.
Князья должны были обещать своё посредничество примирению Фридриха с папой и императором, а также уплатить огромный выкуп и уступить Фридриху часть своих земель:
- Георг Мецский, заплатил 45 тысяч гульденов и передавал Фридриху три лотарингских замка, которые получил обратно в качестве ленов.
- Карл Баденский, первоначально обязывался заплатить 100 тысяч гульденов. Но вместо этого он отказался от прав на графство Спонхейм, уступил Безиггейм и Бонгейм и взял в качестве лена Форцгейм.

Ульрих, граф Вюртемберга, заплатил 40 тысяч гульденов, признал Марбах леном Пфальца и передал долговое обязательство Адольфа на 20 тысяч.
В октябре 1463 года Фридрих и Дитер договорились о мире с Адольфом. Адольф подтвердил уступку края заложенного в 1461 году Дитером (до уплаты 100 тысяч гульденов) и обязался похлопотать перед папой римским. 13 марта 1464 года отлучение было снято.
Император Фридрих III санкционировал подписание Цайльсхаймского договора 13 февраля 1465 года.
После смерти Адольфа в 1475 году Дитер был вновь избран архиепископом Майнца и утвержден папой Сикстом IV, он правил до своей смерти в 1482 году.